# نسبة تحميل كاليفورنيا (اختبار)
اختبار نسبة تحميل كاليفورنيا (بالإنجليزية: California bearing ratio)‏ واختصاراً CBR هو تجربة مخبرية لقياس الضغط اللازم لغرز إبرة ذات قطر معين وبسرعة تحميل معينة في عينة من التربة عند قيم محددة للمحتوى المائي والكثافة ومقارنتها مع نتائج اختبار تربة قياسية. وتهدف إلى تحديد قوة تحمل التربة الأساسية وطبقة أساس الطرق والمطارات وتستخدم التجربة خاصة من أجل الرصف المرن.
يستخم لفحص base coarse حيث يتم أخذ عينه عالاقل من كل مصدر
اقترح هذه التجربة الأمريكي بورتر الذي كان يعمل في قسم الطرق بكاليفورنيا [الإنجليزية] في عام 1938 م ويعبر عنها بالعلاقة التالية:
{\displaystyle CBR={\frac {p}{p_{s}}}\cdot 100\quad }
| {\displaystyle CBR\quad }   | = CBR [%]                          |
| {\displaystyle p\quad }     | = قوة تحمل العينة المدروسة [N/mm²] |
| {\displaystyle p_{s}\quad } | = قوة تحمل العينة القياسية [N/mm²] |